# Haematopus finschi
Haematopus finschi е вид птица от семейство Haematopodidae.

## Разпространение
Видът е разпространен в Афганистан, Албания, Алжир, Австрия, Азербайджан, Бахрейн, Бангладеш, Беларус, Белгия, Босна и Херцеговина, България, Великобритания, Гамбия, Грузия, Германия, Гана, Гибралтар, Гърция, Гвинея, Гвинея-Бисау, Дания, Джибути, Египет, Еритрея, Естония, Западна Сахара, Исландия, Индия, Иран, Ирак, Ирландия, Израел, Италия, Испания, Йордания, Йемен, Кабо Верде, Китай, Кот д'Ивоар, Казахстан, Кения, Кувейт, Киргизстан, Катар, Латвия, Либия, Литва, Малта, Мавритания, Молдова, Мароко, Мозамбик, Мианмар, Намибия, Непал, Нидерландия, Нова Зеландия, Нигерия, Норвегия, Оман, Обединените арабски емирства, Пакистан, Палестина, Полша, Португалия, Република Кипър, Северна Македония, Румъния, Русия, Северна Корея, Саудитска Арабия, Сенегал, Сърбия, Сиера Леоне, Словакия, Сомалия, Судан, Свалбард и Ян Майен, Сирия, Таджикистан, Танзания, Тунис, Турция, Туркменистан, Унгария, Украйна, Узбекистан, Фарьорските острови, Финландия, Франция, Хърватия, Чехия, Черна гора, Шри Ланка, Швеция, Швейцария, Южна Корея, Южна Африка и Япония.